# Михайлівсько-Рубежівська сільська рада
Миха́йлівсько-Рубежі́вська сільська́ ра́да — адміністративно-територіальна одиниця та орган місцевого самоврядування в Києво-Святошинському районі Київської області. Адміністративний центр — село Михайлівка-Рубежівка.

## Загальні відомості
- Територія ради: 28,2 км²
- Населення ради: 3 705 осіб (станом на 2001 рік)
- Територією ради протікає річка Мислін

## Населені пункти
Сільській раді підпорядковані населені пункти:
- с. Михайлівка-Рубежівка
- с. Забуччя

## Склад ради
Рада складається з 24 депутатів та голови.
- Голова ради: Помазан Андрій Сергійович
- Секретар ради: Вітвіцька Катерина Федорівна

### Керівний склад попередніх скликань
| Прізвище, ім'я, по батькові | Основні відомості                                                 | Дата обрання | Дата звільнення |
| --------------------------- | ----------------------------------------------------------------- | ------------ | --------------- |
| Рябчук Михайло Миколайович  | Сільський голова, 1955 року народження, освіта вища, безпартійний | 26.03.2006   | 31.10.2010      |
| Рябчук Михайло Миколайович  | Сільський голова, 1955 року народження, освіта вища, безпартійний | 31.10.2010   |                 |

Примітка: таблиця складена за даними сайту Верховної Ради України

### Депутати
За результатами місцевих виборів 2010 року депутатами ради стали:

#### За суб'єктами висування
| Суб'єкт висування                 | Кількість обраних депутатів | %    |
| --------------------------------- | --------------------------- | ---- |
| Самовисування                     | 23                          | 95,8 |
| Політична партія «Сильна Україна» | 1                           | 4,2  |

#### За округами
| № округу                          | Прізвище, ім'я, по батькові         | Дата визнання обраним | Освіта             | Партійна приналежність                  | Відомості про обраного депутата                                       |
| --------------------------------- | ----------------------------------- | --------------------- | ------------------ | --------------------------------------- | --------------------------------------------------------------------- |
| Політична партія «Сильна Україна» |                                     |                       |                    |                                         |                                                                       |
| 17                                | Кришевич Сергій Анатолійович        | 12.11.2010            | вища               | член Політичної партії «Сильна Україна» | ТОВ «КЛО» АЗС, спеціаліст                                             |
| Самовисування                     |                                     |                       |                    |                                         |                                                                       |
| 1                                 | Стукаленко Сергій Павлович          | 12.11.2010            | середня            | позапартійний                           | ТОВ «охорона Медведенко», охороннець                                  |
| 2                                 | Вітвіцька Катерина Федорівна        | 12.11.2010            | вища               | позапартійна                            | Михайлівсько-Рубежівська сільська рада, секретар виконавчого комітету |
| 3                                 | Чава Анатолій Іванович              | 12.11.2010            | вища               | позапартійний                           | ТОВ"ДКМ Хліб", інженер-механік                                        |
| 4                                 | Крицький Володимир Віталійович      | 12.11.2010            | вища               | член Партії регіонів                    | КГП"Мислін", директор                                                 |
| 5                                 | Бернацький Анатолій Олександрович   | 12.11.2010            | середня            | позапартійний                           | приватний підприємець                                                 |
| 6                                 | Рябчук Олександр Михайлович         | 12.11.2010            | вища               | член Партії регіонів                    | КГП"Мислін", голов-нийінженер                                         |
| 7                                 | Трохименко Віталій Іванович         | 12.11.2010            | середня            | позапартійний                           | тимчасово не працює                                                   |
| 8                                 | Назаренко Василь Олександрович      | 12.11.2010            | середня            | позапартійний                           | КГП"Мислін", слюсар                                                   |
| 9                                 | Щербина Микола Миколайович          | 12.11.2010            | вища               | позапартійний                           | тимчасово не працює                                                   |
| 10                                | Приходько Валентина Миколаївна      | 12.11.2010            | вища               | позапартійна                            | Михайлівсько-Рубежівська загальноосвітня школа, директор              |
| 11                                | Харченко Роман Миколайович          | 12.11.2010            | середня            | член Партії регіонів                    | КГП"Мислін", оператор                                                 |
| 12                                | Веретеннікова Наталія Володимирівна | 12.11.2010            | вища               | позапартійна                            | ДНЗ № 2"Берізка", м. Буча, педагог-логопед                            |
| 13                                | Ігнатенко Сергій Іванович           | 12.11.2010            | середня            | позапартійний                           | «Київенерго», водій                                                   |
| 14                                | Ковтун Ірина Вікторівна             | 12.11.2010            | вища               | позапартійна                            | Михайлівсько-Рубежівська загальноосвітня школа І-ІІІ ст., вчитель     |
| 15                                | Хошоба Світлана Миколаївна          | 12.11.2010            | середня спеціальна | позапартійна                            | Михайлівсько-Рубежівська дільнична лікарня, медичнасестра             |
| 16                                | Тичук Віталій Васильович            | 12.11.2010            | середня спеціальна | член Партії регіонів                    | тимчасово не працює                                                   |
| 18                                | Кожемяка Ніна Григорівна            | 12.11.2010            | середня спеціальна | позапартійна                            | Дитячий санаторій"Сонячний" смт Ворзель, медичнасестра                |
| 19                                | Федорець Сергій Леонідович          | 12.11.2010            | середня            | позапартійний                           | ТОВ «Хороше озеро» с. Михайлівка-Рубежівка, електрикохоронник         |
| 20                                | Лаговський Олександр Олександрович  | 12.11.2010            | середня            | позапартійний                           | СТ «Світанок» с. Михайлівка-Рубежівка, охоронник                      |
| 21                                | Сохан Тетяна Миколаївна             | 12.11.2010            | вища               | позапартійна                            | тимчасово не працює                                                   |
| 22                                | Руденко Володимир Миколайович       | 12.11.2010            | середня            | позапартійний                           | тимчасово не працює                                                   |
| 23                                | Пасюк Катерина Андріївна            | 12.11.2010            | середня            | позапартійна                            | в/ч А-2319 м. Київ, військовослужбовець                               |
| 24                                | Лаговський Володимир Олександрович  | 12.11.2010            | середня            | позапартійний                           | МП"рембуд", столяр                                                    |